# Kyösti Hämäläinen
Pas d'image ? Cliquez ici
Kyösti Hämäläinen est un pilote de rallye finlandais, né le 16 septembre 1945 à Helsinki.

## Biographie
Il débuta en compétition automobile en 1969, et remporta le Rallye des 1000 lacs en 1977 avec son compatriote Martti Tiukkanen, sur Ford Escort RS, terminant la même année 10e du championnat du monde des rallyes 1977.
Il participa sporadiquement au championnat WRC de 1973 à 1988, toujours au rallye des 1000 lacs à trois exceptions près, les rallye de Suède en 1977 et 1981, et le RAC Lombard Rally britannique de 1977 (sa seule manche mondiale hors des pays nordiques, avec les rallyes d'Écosse 1977-78 et les 24 Heures d'Ypres 1978, trois épreuves comptant alors pour le championnat européen).

## Titres
- Quintuple champion de Finlande des rallyes en Groupe 1: 1973, 1975, 1976, 1977 et 1978, sur Alfa Romeo Alfetta 2.0 GTV, Sunbeam Avenger et Ford Escort RS;
- Octuple champion de Finlande des rallyes en Groupe 2: consécutivement de 1979 à 1986, toujours sur Ford Escort RS.